# Drepanumi csata
A drepanumi (drepanai) csatát az első pun háború záró szakaszában vívta a karthágói és a római flotta Drepanum kikötőjének birtoklásáért.

## Hadászati előzmények

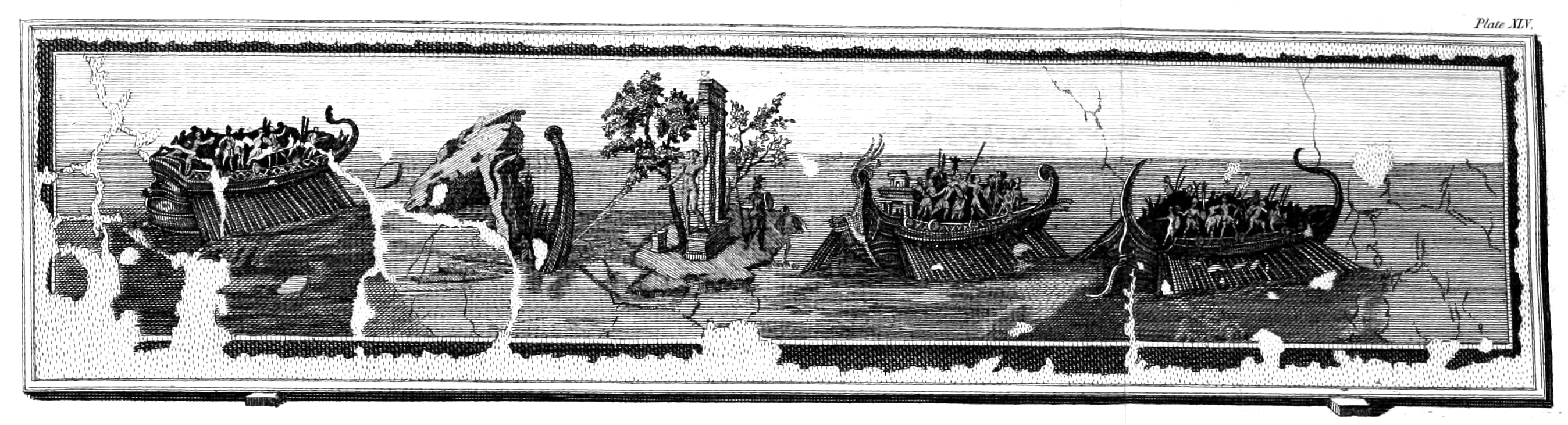
Tengeri ütközet egy Herculaneumban előkerült festményen

Henna és Kammarina elvesztésével a pun erők Szicília nyugati csücskébe szorultak vissza, ahol i. e. 253-ban Panormoszt is elveszítették. Két utolsó erősségük Lilybaenum és Drepanum maradt. A római flotta azonban i. e. 255-ben gyakorlatilag megsemmisült egy viharban Szicília partjai előtt, ami több éves tengeri fölényt biztosított Karthágónak. A rómaiak i. e. 249-re újjáépítették a hajóhadat, és annak parancsnokságát az az évben konzullá választott Publius Claudius Pulcherra bízták; helyettese a másik konzul, Lucius Iunius Pullus lett. Claudius Pulcher tapasztalt haditengerész volt, ezeket a tapasztalatait azonban a hátországban szerezte. Polübiosz történetírásából tudjuk, hogy minden másnál fontosabbnak tartotta az alaki kiképzést, ütközetekben nem vett részt.
A szárazföldön hozzáfogtak Lilybaenum ostromához — a várost a híres tengerész Himilko védte. Pulchernak meg kellett akadályoznia, hogy a punok utánpótlást tudjanak vinni a védőknek. Egy kisebb hajóraj azonban, amelyet a rodoszi Hannibálnak nevezett tengerész vezetett, fényes nappal áttört a blokádon az utánpótlással, majd éjszaka megismételte ezt a mutatványt, és elszállította Lilybaenumból a védelemben haszontalan karthágói lovasságot. Ezután Pulcher fő feladata a Drepanum kikötőjében összegyűlt karthágói flotta megsemmisítése lett.

## Harcászati előzmények
Claudius Pulcher a kor szokásának megfelelően három részre (előhad, derékhad, utóhad) tagolta flottáját. „Az alaki kiképzés iránti vonzalma okán” a tengeri hadviselés történetében példátlan módon zászlóshajójával nem a flotta élén hajózott, hanem az utóhad legvégén, „hogy noszogassa a lemaradókat”. Ezzel gyakorlatilag teljesen elvesztette a csata bármiféle irányításának képességét, viszont a hosszú időn át erre képzett tengerészei betű szerint követték előre kiadott parancsát — azt, hogy hajózzanak be a kikötőbe, és támadják meg az ott talált karthágói hajókat.

## A csata
Amikor a punok meglátták a közeledő római flottát, Adherbal tengernagy azonnali kifutást rendelt el, hogy ne essen csapdába a szűk, manőverezésre alkalmatlan öbölben. Hajói összezsúfolódva, rendezetlen tömegben, egymással versengve igyekeztek kifelé a kikötőből, és jó darabig eltartott, mire képesek lettek valamiféle harcrendbe állni. A római előhad azonban nem törődött a tengeren összevissza gomolygó ellenséggel, hanem utasítás szerint behajózott az öbölbe. Amikor az előhad mögött egy-két kilométerrel hajózó Pulcher ezt észrevette, előreküldött egy gyors járású kis hajót azzal az újabb paranccsal, hogy a flotta eleje azonnal jöjjön ki a kikötőből, és forduljon a karthágóiak felé.
Az öböl bejáratánál tumultus alakult ki: a kifelé forduló előhad összekeveredett a még befelé hajózó derékhaddal. Több hajó egymást lékelte meg döfőorrával, mások egymás evezősorait gázolták le és törték össze. A rómaiaknak nem sikerült hadrendbe állniuk: több gályájuk még a kikötőben vergődött, a többiek a part menti sekélyesben próbáltak valamilyen pozíciót felvenni, amikor az időközben alakzatba rendezett pun flotta rájuk támadt.
A pánikba esett rómaiak képtelenek voltak bármiféle szervezett ellenállásra. Az evezőik többségét elvesztett gályák többé-kevésbé tehetetlenül sodródtak, a mozgékonyabbakat partra futtatták, hogy a legénység a szárazföldön elmenekülhessen. A flottából csak a Pulcher közvetlen parancsnoksága alatt hajózó utóhad 27 gályája menekült meg.

## Következmények
A vereség után Pulchert hazaárulással vádolták meg a senatusban, amely valószínűleg megbírságolta. Ugyancsak valószínűsíthető, hogy az ítélet után Pulcher óngyilkos lett. 
A punok i. e. 249–248-ban végigfosztogatták Itália partvidékét. A rómaiak utánpótlásának összeomlását kihasználva Hamilkar Barkasz sikeres hadjáratot vezetett ellenük Szicíliában. A War of Phases: Strategies and Stalemates 264–241, A Companion to the Punic Wars. Oxford: Wiley-Blackwell (2011). ISBN 978-1-405-17600-2
A megmenekült római hajók (Lucius Iunius Pullus parancsnoksága alatt) egy viharban semmisültek meg. A római flottát csak i. e. 242-re sikerült ismét újjáépíteni.